# Enumeratio Plantarum vel ab aliis
Enumeratio Plantarum vel ab aliis (abreviado Enum. Pl. (Vahl)) es un libro con ilustraciones y descripciones botánicas que fue escrito  por el botánico noruego Martin Vahl. Fue publicado en dos volúmenes en los años 1804-1805 con el nombre de Enumeratio Plantarum vel ab aliis, vel ab ipso observatarum, cum earum differentiis specificis, synonymis selectis et descriptionibus succinctis / Martini Vahlii. Hauniæ.